# Claudia Sulewski
Claudia Sulewski   (Chicago, 19 de febrer de 1996) és una youtubera, presentadora i actriu estatunidenca. El 2009, va començar a fer vídeos al seu canal de YouTube a la seva ciutat natal de Chicago, abans de traslladar-se a Los Angeles el 2014, on va passar a ser presentadora. Un any més tard, va començar a allotjar vídeos per al canal de YouTube Teen Vogue, convertint-se en la seva presentadora habitual. Ha continuat amb la carrera d'actriu, i va debutar a la pel·lícula del 2022 I Love My Dad.